# Marie Schumann
Marie Schumann, geborene Marlies Mork, (* 27. Juli 1921 in Memel, Memelland; † 25. März 2017 in Hagen-Hohenlimburg) war eine deutsche Lokal-Politikerin, Mitglied der SPD und Bezirksvorsteherin in Hohenlimburg von 1975 bis 1989.

## Leben

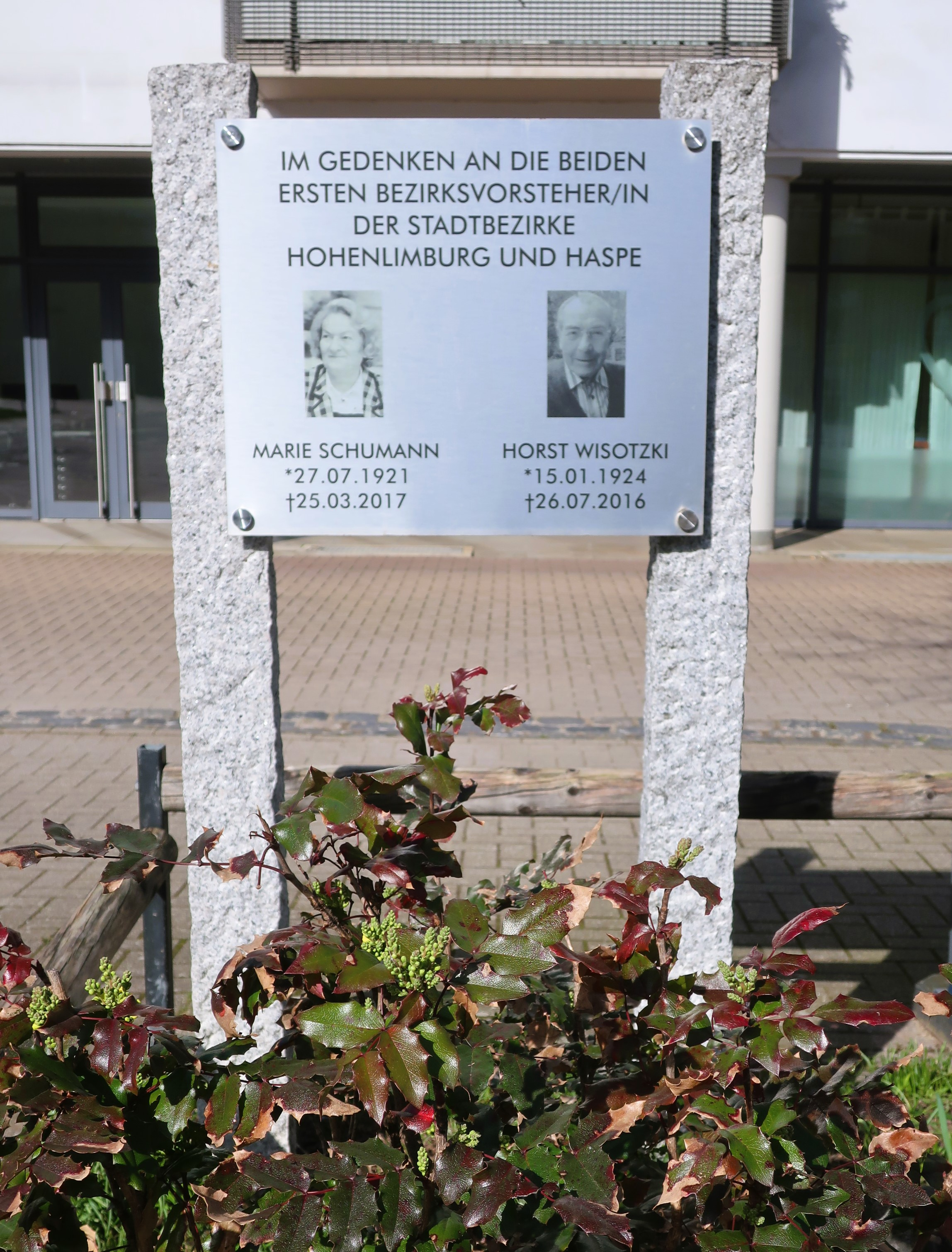
Gedenktafel für Marie Schumann auf dem Hüttenplatz in Hagen-Haspe

Geboren in Memel, führte sie der Zweite Weltkrieg zunächst nach Berlin, dann nach Krumpa im Kreis Merseburg, wo sie Karl Schumann kennenlernte und nach dem Krieg im Jahr 1946 heiratete. Nach der Geburt ihrer beiden Töchter Edda und Jutta verließ sie die DDR fluchtartig und zog 1953 nach Hohenlimburg, in die Geburtsstadt ihres Vaters Ernst Mork.
In Hohenlimburg arbeitete sie als Erzieherin und DRK-Helferin, wo sie den damaligen Bürgermeister Paul Knapp kennenlernte. Durch ihn fand Marie Schumann den Weg zur SPD und kandidierte im Jahr 1961 erstmals für das Hohenlimburger Stadtparlament. 1964 wurde sie direkt in den Kreistag des damaligen Landkreises Iserlohn gewählt, zu dem die Stadt Hohenlimburg gehörte, und war dort als Abgeordnete bis zur kommunalen Neuordnung 1974 tätig, vor allem im Bereich der Schul- und Kulturpolitik.
Nach der Eingemeindung Hohenlimburgs in die Stadt Hagen am 1. Januar 1975 war Marie Schumann 14 Jahre und fünf Monate als Bezirksvorsteherin für Hohenlimburg tätig, gleichzeitig kämpfte sie weiterhin intensiv und unermüdlich für die Selbständigkeit Hohenlimburgs, eine Klage vor dem Landesverfassungsgericht in Münster wurde jedoch am 11. November 1976 abgewiesen.
Marie Schumann war als Bezirksvorsteherin auch Mitglied im Rat der Stadt Hagen, und von der Hagener Partnerstadt Bruck an der Mur wurde ihr 1989 die Goldene Verdienstnadel verliehen, die Partnerstadt Liévin ernannte sie 1990 zur Ehrenbürgerin.
1989 verabschiedete sie sich aus der Kommunalpolitik, führte danach lange Jahre den Hohenlimburger Schwimmverein und gehörte dem Sprecherrat der Bürgerinitiative „Arbeitsplätze verteidigen – Zukunft für Hohenlimburg“ an, die 1992 mit Blick auf die Fusion der Friedrich Krupp AG mit der Hoesch AG und die damit verbundenen drohenden Massen-Entlassungen gegründet wurde.
Seit dem Jahr 2006 lebte Marie Schumann mit ihrem Ehemann in einem Hohenlimburger Seniorenheim, ihr Mann starb zwei Jahre später im Alter von 85 Jahren. Die Ehrenvorsitzende der SPD Hohenlimburg, Trägerin des Bundesverdienstkreuzes am Bande, des Verdienstordens der UNESCO und des Ehrenringes des Kreises Iserlohn verstarb im Alter von 95 Jahren in ihrer Wahlheimat.